# 357 ماغنوم
خرطوشة 357 ماغنوم، والمعروفة أيضًا باسم 357 سميث & ولسون ماغنوم  أو 357 S&W ماغنوم  أو 9×33mmR هي نوع من الذخيرة النارية نشأت في الولايات المتحدة بواسطة المصمم الأمريكي إلمر كيث وفيليب ب. شارب ودوجلاس ب. ويسون عام 1934م.